# Vot de Sant Miquel
El vot de Sant Miquel és una festa celebrada a Taüst (Aragó) cada 8 de maig des de 1421. El 2019 va ser declarada festa d'interés turístic d'Aragó.

## Història
El maig de 1421 va ocórrer una plaga de llagostes a Taüst, fent malbé les collites, cosa que posava en perill la supervivència dels habitants. El poble va acudir a Déu per a acabar amb la plaga perquè els altres mitjans no havien funcionat. Perquè la fi de la plaga en la festa de Sant Miquel, un dels patrons de la vila, van pensar que va ser la providència qui havia actuat en el seu favor i per tant, celebraren mitjançant un vot d'agraïment, establint-se la festa. El vot representa com eren els vots baix-medievals aragonesos amb molt de detall. Reflecteix els elements de la ideologia cristiana medieval com són: la interpretació de la plaga com un càstic diví, la base del sentiment de culpa (i d'haver pecat) i el seu penediment el paper de Déu com a castigador i beneïdor (piadós) i l'esquema feudal d'un intercanvi mercantil entre el senyor i els vassalls.
Amb el temps, el compromís de fer el vot passà de ser un agraïment a una assegurança perquè no torne a ocórrer la plaga.
El testimoni de tal fet ve donat per una còpia notarial en suport de pergamí conservada a l'església parroquial de Santa Maria, on es relata el vot fet per tot el poble. El document original va ser signat per tot el poble i Arnalt d'Estaus, que actuà com a secretari de la corporació,
L'associació cultural El Patiaz, creada el juliol de 2003, impulsà la festa fent-se càrrec de l'organització i celebració.

## Actes de la celebració
El vot és llegit en la seua versió reduïda, es fa una processó al matí, es representa teatralment el Vot i es fa un mercat medieval.